# 땅뻐꾸기류
땅뻐꾸기류 또는 신대륙땅뻐꾸기류(New World ground cuckoos)는 뻐꾸기목 뻐꾸기과의 뻐꾸기아과(Neomorphinae)에 속하는 조류의 총칭이다. 대부분이 아메리카 원산의 대형 육상 조류이다.

## 하위 분류
- Tapera
  - Tapera naevia
- Dromococcyx
  - Dromococcyx phasianellus
  - Dromococcyx pavoninus
- 작은땅뻐꾸기속 (Morococcyx)
  - 작은땅뻐꾸기 (Morococcyx erythropygus)
- 길달리기새속 (Geococcyx)
  - 큰길달리기새 (Geococcyx californiana)
  - 작은길달리기새 (Geococcyx velox)
- 땅뻐꾸기속 (Neomorphus)
  - Neomorphus squamiger
  - Neomorphus geoffroyi
  - Neomorphus radiolosus
  - Neomorphus rufipennis
  - 붉은부리땅뻐꾸기 (Neomorphus pucheranii)